# Leonid Kovel
Leanid Kovel (en biélorusse : Леанід Леанідавіч Ковель, en russe : Леонид Ковель), né le 29 juillet 1986 à Smarhon, en République socialiste soviétique de Biélorussie, est un footballeur biélorusse. 
Il joue comme attaquant au FK Minsk, depuis 2014.

## Biographie
Kovel commence sa carrière au RUOR Minsk, en D3 ukrainienne, où il est repéré par le FK Dynamo Minsk qui le recrute en 2004. À 18 ans, il s'y impose comme titulaire et marque régulièrement, ce qui lui ouvre les portes de la sélection biélorusse. Il brille notamment par sa vitesse et sa polyvalence. 
En janvier 2007, Kovel est prêté avec option d'achat par le Dynamo au Karpaty Lviv, en Ukraine. En novembre, après une saison pleine du joueur (nommé meilleur joueur de l'année par les supporters), le club ukrainien lève l'option (de 430 000 dollars). Pourtant en janvier, le club biélorusse le transfère au Saturn Ramenskoïe, un club russe, contre 735 000 dollars, où Kovel signe un contrat de cinq ans. Ce transfert conduit le club ukrainien à porter plainte contre le Dynamo Minsk auprès de la FIFA. Jouant et marquant peu de buts en Russie (37 matchs de championnat en trois saisons, avec un seul et unique but en Coupe Intertoto), Kovel revient au Dynamo Minsk en 2011 après la faillite du club russe.  
En 2012, il signe au FK Minsk. En 2013, il réalise une courte pige à l'Ertis Pavlodar, au Kazakhstan. En février 2014, il signe un contrat de trois ans avec le Karpaty Lviv, son ancien club avec lequel le problème contractuel a été résolu. En mai 2014, alors qu'il n'a pas joué un seul match depuis son arrivée, le joueur et le club mettent fin à leur contrat. Kovel revient alors au FK Minsk où il joue depuis. 
Appelé successivement en équipe de Biélorussie des moins de 17 ans, des moins de 19 ans et en équipe de Biélorussie espoirs de 2004 à 2009, Kovel fait ses débuts en sélection A lors d'un match amical face à la Turquie le 18 août 2004, comme remplaçant. À 18 ans et 20 jours, il est le plus jeune international de l'histoire de la sélection biélorusse. Il marque son premier but international en novembre face aux Émirats arabes unis. Il compte 17 sélections et trois buts entre 2004 et mars 2011, date de sa dernière sélection. 